# 陽恵元
陽 恵元（よう けいげん、生年不詳 - 784年）は、唐代の軍人。本貫は平州。

## 経歴
武勇と膂力をもって従軍し、平盧節度使の劉正臣に属した。後に田神功や李忠臣らとともに海路から青州と斉州の間に入った。忠勇にして権略多く、名将と称された。さらに部下を率いて神策軍に属し、神策京西兵馬使をつとめ、奉天に駐屯した。
建中2年（781年）、魏博節度使田悦ら河朔三鎮が反乱を起こすと、恵元は禁軍3000を率いて諸将とともに討伐にあたり、御河で戦い、三橋を奪うなど、戦功を挙げた。ほどなく検校工部尚書を加えられ、貝州刺史をつとめ、兵を率いて李懐光の下についた。建中4年（783年）冬、河朔から李懐光とともに徳宗の救援に赴き、奉天の包囲を解いた。
興元元年（784年）2月、李懐光が反乱を起こすと、恵元は汚名を受けるのをよしとせず、奉天から脱出して逃げ隠れた。李懐光は恵元の脱走に怒って、部将の冉宗に命じて100騎あまりで好畤県まで追及させた。恵元は進退窮まって、父子3人ともに人家の井中に身を投げた。冉宗は恵元父子の身柄を引き出して殺害した。恵元は尚書右僕射の位を追贈された。

## 子女
- 陽晟（尚食奉御、贈殿中監）[6][4]
- 陽晧（左衛兵曹参軍、贈邠州刺史）[6][4]

## 伝記資料
- 『旧唐書』巻144 列伝第94
- 『新唐書』巻156 列伝第81